# Pseudozarba rufigrisea
Pseudozarba rufigrisea là một loài bướm đêm trong họ Noctuidae.